# 2011 en architecture
| Années de l'architecture : 2008 - 2009 - 2010 - 2011 - 2012 - 2013 - 2014    |
| Décennies de l'architecture : 1980 - 1990 - 2000 - 2010 - 2020 - 2030 - 2040 |

## Réalisations
- 16 avril : le Pont de Térénez dans le Finistère est achevé et inauguré.
- septembre : la Tour CMA-CGM, à Marseille, conçue par Zaha Hadid, est achevée.
- Palm Towers, deux gratte-ciel jumeaux de 244 mètres à Doha, au Qatar.
- Qingdao Agora, en Chine.
- Reconstruction de la tour de l'Hôtel de ville de Strzelin en Pologne.

## Récompenses
- Prix Pritzker : Eduardo Souto de Moura.
- Grand prix national de l'architecture : Frédéric Borel.
- Prix de l'Équerre d'argent : Frédéric Druot, Anne Lacaton et Jean-Philippe Vassal pour la réhabilitation de la Tour Bois-le-Prêtre.
- Prix Stirling : Zaha Hadid pour l'Evelyn Grace Academy à Londres.

## Décès
- 18 mai : Antoine de Saussure (° 1909).
- 4 septembre : Jean-Louis Véret.
- 27 septembre : Imre Makovecz.
- 22 octobre : Jean Dubuisson.
- 1er novembre : Pascal Häusermann.

- Itami Jun (° 1937).